# Nadiacris metallica
Nadiacris metallica är en insektsart som beskrevs av Marius Descamps och Christiane Amédégnato 1972. Nadiacris metallica ingår i släktet Nadiacris och familjen gräshoppor. Inga underarter finns listade i Catalogue of Life.